# Tristan Gemmill
Tristan Gemmill (* 6. Juni 1967 in Royal Tunbridge Wells, Kent, England) ist ein britischer Schauspieler. Einem breiten nationalen Publikum wurde er durch seine Rollen in den Fernsehserien Casualty und Coronation Street bekannt. Daneben trat er als Episodendarsteller in weiteren britischen Fernsehserien in Erscheinung.

## Leben
Gemmill wurde am 6. Juni 1967 in Royal Tunbridge Wells in der englischen Grafschaft Kent, nach anderen Angaben in Kensington, einen Stadtteil im Westen Londons, geboren. Er wuchs in Cowden auf. Als er 15 Jahre alt war, zog er mit seiner Familie nach Australien. Dort studierte er später Schauspiel an der Melbourne University, ehe er ins Vereinigte Königreich zurückkehrte. Seit September 2001 ist er mit der Schauspielerin Emily Hamilton (* 1974) verheiratet. Die beiden sind Eltern eines Sohnes und von zwei Töchtern.
Bereits 1981 debütierte Gemmill als Statist in der Rolle eines Schuljungen in einer Episode der Miniserie Winston Churchill: The Wilderness Years. 1991 spielte er in Australien in der 15ten Episode der Fernsehserie Chances einen Krankenpfleger; in derselben Serie war er außerdem in Episode 30 als Blumenlieferant zu sehen. Wenig später zog er ins Vereinigte Königreich zurück. Dort verbuchte er erste Fernsehrollen in den Serien Canary Wharf, The Mrs Bradley Mysteries, Family Affairs und im Fernsehzweiteiler Rosamunde Pilcher: Das große Erbe. 2000 war er in zwei Episoden der Fernsehserie Coronation Street in der Rolle des Will Griffiths zu sehen. 15 Jahre später verkörperte er die Rolle des Robert Preston bis 2019 in insgesamt 494 Episoden. 2001 stellte er in The Bill die Rolle des DS Peter Cork dar. 2003 spielte er im Film Das Johannes-Evangelium die Rolle des Apostels Andreas. Mitte der 2000er Jahre hatte er außerdem wiederkehrende Rollen in London's Burning, Grass, Distant Shores und EastEnders. 2006 stellte er im Fernsehfilm Hannibal – Der Albtraum Roms die historische Rolle des Gaius Terentius Varro dar. 2013 war er im Spielfilm Der Abenteurer – Der Fluch des Midas als Isambard Black zu sehen.

## Filmografie (Auswahl)
- 1981: Winston Churchill: The Wilderness Years (Miniserie, Episode 1x02)
- 1991: Chances (Fernsehserie, 2 Episoden, verschiedene Rollen)
- 1996: Canary Wharf (Fernsehserie, 2 Episoden)
- 1998: The Mrs Bradley Mysteries (Fernsehserie, Episode 1x01)
- 1999: Rosamunde Pilcher: Das große Erbe (Nancherrow, Fernsehzweiteiler)
- 2000: Family Affairs (Fernsehserie)
- 2000: Der Preis des Verbrechens (Trial & Retribution, Fernsehserie, 2 Episoden)
- 2000: Coronation Street (Fernsehserie, 2 Episoden)
- 2001: Doctors (Fernsehserie, Episode 2x76)
- 2001: Sam’s Game (Fernsehserie, 6 Episoden)
- 2001: The Bill (Fernsehserie, 6 Episoden)
- 2002: London's Burning (Fernsehserie, 8 Episoden)
- 2003: The Commander (Fernsehfilm)
- 2003: Das Johannes-Evangelium (The Gospel of John)
- 2003: Grass (Fernsehserie, 8 Episoden)
- 2004: Red Cap (Fernsehserie, Episode 2x05)
- 2004: Gladiatress
- 2004: Rosemary & Thyme (Fernsehserie, Episode 2x06)
- 2004: To a Poem (Kurzfilm)
- 2005: The Jacket
- 2005: Distant Shores (Fernsehserie, 6 Episoden)
- 2005: EastEnders (Fernsehserie, 3 Episoden, verschiedene Rollen)
- 2005: The Golden Hour (Miniserie, Episode 1x05)
- 2006: Judge John Deed (Fernsehserie, Episode 5x06)
- 2006: Agatha Christie’s Poirot (Fernsehserie, Episode 10x02)
- 2006: Hannibal – Der Albtraum Roms (Hannibal – Rome’s Worst Nightmare, Fernsehfilm)
- 2006: Mayo (Miniserie, Episode 1x08)
- 2006: Where the Heart Is (Fernsehserie, Episode 10x05)
- 2006: Strictly Confidential (Fernsehserie, 6 Episoden)
- 2007: Meadowlands – Stadt der Angst (Cape Wrath, Fernsehserie, 8 Episoden)
- 2007–2011: Casualty (Fernsehserie, 169 Episoden)
- 2011: The Case (Miniserie, 5 Episoden)
- 2012: Flying Blind
- 2013: Call the Midwife – Ruf des Lebens (Call the Midwife, Fernsehserie, Episode 2x05)
- 2013: A Great British Air Disaster (Fernsehfilm)
- 2013: Atlantis (Fernsehserie, Episode 1x04)
- 2013: Der Abenteurer – Der Fluch des Midas (The Adventurer: The Curse of the Midas Box)
- 2014: Death in Paradise (Fernsehserie, Episode 3x03)
- 2015–2019: Coronation Street (Fernsehserie, 494 Episoden)
- 2016: The Last Dinner (Kurzfilm)
- 2021: Grantchester (Fernsehserie, Episode 6x08)
- 2023: Father Brown (Fernsehserie, Episode 10x06)
- 2023: The Crown (Fernsehserie, 2 Episoden)

## Theater (Auswahl)
- 2013–2014: Bodyguard, West End Theatre[4]